# Saki Fujita
Saki Fujita (藤田咲 Fujita Saki?, nacida en Tokio el 19 de octubre de 1984) es una actriz de voz, representada por la agencia Arts Vision. Su nombre real es Sakiko Fujita (藤田 咲子 Fujita Sakiko?). Es conocida por darle voz a la Vocaloid creada por Crypton Future Media, Hatsune Miku.

## Filmografía
Los papeles principales están en negrita

### Anime
2005
- Akahori Gedou Hour Rabuge (Saco de dormir [ep 9])
- SPEED GRAPHER (Kozue Kokubunji [ep 1])
- Happy Seven ~The TV Manga~ (Tomomi Sasaki [ep 10])
- Shuffle! - (Estudiante A [ep 11])

2006
- Tsuyokiss Cool×Sweet (Kinu Kanisawa)
- Tokimeki Memorial Only Love (Mina Yayoi)
- Yoshinaga-san Chi no Gargoyle (Momo Katagiri, Rimu)

2007
- Bleach (Mareyo Ōmaeda [ep 144])
- Gakuen Utopia Manabi Straight! (Momoha Odori)
- Kekkaishi (Misao [ep 42])
- Suteki Tantei Labyrinth (Estudiante [eps 2-3 y 5])

2008
- Kamen no Maid Guy (Elizabeth "Liz" K. Strawberryfield)
- Yozakura Quartet (Ao Nanami)
- Zoku Sayonara Zetsubō Sensei (Miku Hatsune [ep 13])

2009
- Chrome Shelled Regios (Myunfa Rufa)
- Jigoku Shōjo (Kozue [ep 15])
- Shin Mazinger Shōgeki! Z hen (Lorelei Heinrich)
- Sora no Otoshimono (Tomoko)

2010
- Angel Beats! (Hitomi [ep 12])
- Densetsu no Yūsha no Densetsu (Milk Callaud)[4]
- Durarara!! (Ruri Hijiribe [ep 6])
- Ōkami Kakushi (Mana Kozumi)[5]
- Senkō no Night Raid (Feng Lan)
- Sora no Otoshimono: Forte (Tomoko)
- WORKING!! (Mahiru Inami)[6]

2011
- WORKING'!! (Mahiru Inami)[6]
- Yuru Yuri (Ayano Sugiura)[7]

2012
- YuruYuri♪♪ (Ayano Sugiura)

2013
- Kimi no Iru Machi (Rin Eba)
- Pokémon (Musa del Amor)
- Shingeki no Kyojin (Ymir)

2014
- Mikakunin de Shinkōkei (Konoha Suetsugi)
- Mahou Sensou (Hotaru Kumagai)
- Sakura Trick (Mitsuki Sonoda)

2015
- Ansatsu Kyoshitsu (Ritsu)
- WORKING!!! (Mahiru Inami)[6]
- Kantai Collection (Akagi)

2016
- Ansatsu Kyoshitsu (Ritsu)
- Sakamoto desu ga? (Tanaka)[8]
- Danganronpa: The end of Kibuogame Gakuen:Mirai-Hen (Seiko Kimura)

2017
- Busō Shōjo Machiavellism (Kyobo)
- Kirakira PreCure a la Mode (Yukari Kotozume/Cure Macaron)

2018
- Shinkansen Henkei Robo Shinkalion The Animation (Hatsune Miku)

2024
• Shikanoko Nokonoko Koshitantan (Torako Koshi)

### OVAs
| Lista de roles interpretados |
| --- |
| 2009 - Mahō Sensei Negima! - Mō Hitotsu no Sekai (Aisha) 2010 - Hiyokoi (Ritsuka Nakano) - Sora no Otoshimono - Project Pink (Tomoko) - Yozakura Quartet ~Hoshi no Umi~ (Ao Nanami) 2011 - Mayo elle Otokonoko (Tamazusa Shirogane) - T.P Sakura -Time Paladin Sakura- (Yoriko Sagisawa) - Baby Princess 3D Paradise 0 Love (Tsurara) |

### Web Anime
2011
- Hōkago no Pleiades (Nanako)[10]

### Videojuegos
| Lista de roles interpretados |
| --- |
| 2006 - Tokimeki Memorial Online (Mina Yayoi) 2007 - Gakuen Utopia Manabi Straight! Kira Kira☆Happy Festa! (Momoha Odori) 2008 - Avalon Code (Meenya) - Paperman (Tina) - Solfeggio 〜Sweet harmony〜 (Kotomi Nijouin) - Sorayume (Suzuna Shindo) 2009 - Agarest Senki Zero (Alice) - Date ni Game Tsui Wake Jane! 〜Dungeon Maker Girls Type〜 (Rimu) - Galaxy Angel II Eigō Kaiki no Toki (Yuzu Izayoi) - Hatsune Miku: Project DIVA (Hatsune Miku) - Kamen no Maid Guy - Boyoyon Battle Royale (Elizabeth "Liz" K. Strawberryfield) - Lucky☆Star: Net Idol Meister (Hatsune Miku) - Ōkami Kakushi (Mana Kozumi) - Onegai Naisho Shitene SS (Yuuna) - Solfeggio 〜La finale〜 (Kotomi Nijouin) - Sorayume portable (Suzuna Shindo) 2010 - Agarest Senki Zero: Dawn of War (Alice) - Kaeru Hatake de Tsukamaete (Kazuhi Mizushiro) - Kaeru Hatake de Tsukamaete - Kaeru Hatake de Tsukamaete Portable - Kaeru Hatake de Tsukamaete Natsu - Chigira Sansen! - MasaKoi 〜MIYAKO〜 (Yoriko Minamoto) - Pastel Chime Continue (Colette Burauze) - SD Gundam Capsule Fighter (Operator TYPE C) - Tanodan (Retoa) 2011 - Dunamis 15 (Konomi Niwa) - Growlanser IV: Wayfarer of Time (Tsukaima D-LN Kata) - Idol wo Tsukurou (Botan Matsuba) - Kaeru Hatake de Tsukamaete Natsu - Chigira Sansen! Portable (Kazuhi Mizushiro) - MasaKoi 〜MIYAKO〜 Tsukuyomi no Yume (Yoriko Minamoto) - Nora to Toki no Kōbō: Kiri no Mori no Majo (Mellow) - Queen's Gate: Spiral Chaos (Luna) - Rune Factory Oceans (Kilt, Roa) 2012 - Tales of Innocence (QQ Selesneva) - Street Fighter X Tekken (Elena) 2013 - Super Robot Wars UX (Fei Yen HD/Miku Hatsune) - Kantai Collection 2014 - Ultra Street Fighter IV (Elena) - Hatsune Miku: Project DIVA F 2nd (Miku Hatsune) 2019 - Lilycle Rainbow Stage!!! (Seira Hitsuji) - Arknights (Yato) |

### Doblaje
| Lista de roles interpretados    |
| ------------------------------- |
| - George de la selva (Magnolia) |

### Otros
| Lista de roles interpretados                                                                                      |
| --- |
| 2007 - Crypton VOCALOID2 (Hatsune Miku) 2010 - Crypton VOCALOID2 (MIKU Append) 2013 - crypton VOCALOID3 (MIKU V3) |